# Пали (округ)
Пали (англ. Pali, хинди पाली ज़िला) — округ в индийском штате Раджастхан. Расположен в центральной части штата. Разделён на 6 подокругов. Административный центр округа — город Пали. Согласно всеиндийской переписи 2001 года население округа составляло 1 819 201 человек. Уровень грамотности взрослого населения составлял 54,92 %, что ниже среднеиндийского уровня (59,5 %).